# Eleições estaduais de Bremen em 1946
As eleições estaduais de Bremen em 1946 foram realizadas a 13 de Outubro e, serviram para eleger os 80 deputados para o parlamento estadual.
O grande vencedor das eleições foi o Partido Social-Democrata da Alemanha, que obteve uma enorme votação de 47,6% dos votos e 51 deputados, uma maioria clara no parlamento.
A União Democrata-Cristã ficou-se pelos 18,9% dos votos e, o Partido Popular Democrático de Bremen, antecessor da secção estadual do Partido Democrático Liberal, obteve 18,3% dos votos.
Por fim, destacar os 11% dos votos conseguidos pelo Partido Comunista da Alemanha.
Após as eleições, os social-democratas formaram um governo de coligação com os populares e os comunistas.

## Resultados Oficiais
| Partido      | Partido                       | Votos   | %    | Deputados |
| ------------ | ----------------------------- | ------- | ---- | --------- |
|              | Partido Social-Democrata      | 316 457 | 47,6 | 51 / 80   |
|              | União Democrata-Cristã        | 125 307 | 18,9 | 12 / 80   |
|              | Partido Popular Democrático   | 121 279 | 18,3 | 12 / 80   |
|              | Partido Comunista da Alemanha | 76 411  | 11,5 | 3 / 80    |
|              | Independentes                 | 24 876  | 3,7  | 2 / 80    |
| Total        | Total                         | 664 330 | 100  | 80 / 80   |
| Participação | Participação                  |         | 85,2 |           |